# Obsesión de venganza
 Obsesión de venganza es una película de Argentina filmada en colores dirigida por Emilio Vieyra sobre su propio guion escrito en colaboración con Norberto Vieyra que se estrenó el 14 de mayo de 1987 y que tuvo como actores principales a Arturo Bonín, Alicia Zanca, Luis Tasca y Tony Vilas.

## Sinopsis
Marcelo Guerrero (Arturo Bonín), era un abogado con una familia felizmente conformada. Sus vidas transcurrirían normalmente, hasta que en un viaje que decidieran hacer, son abordados en el colectivo por "Tony" (Tony Vilas) y sus secuaces, quien en el medio del atraco asesina a la esposa e hijo de Guerrero, dejándolo a este último incapacitado por tres meses. Transcurrido ese tiempo y, a espaldas de la ley, se convierte en un justiciero, planeando una terrible venganza sobre los asesinos de su familia. Sobre la trama, descubrirá cosas inesperadas que lo volverán una persona que nunca fue.

## Reparto
| Intérprete            | Personaje                  |
| --------------------- | -------------------------- |
| Arturo Bonín          | Marcelo Guerrero           |
| Alicia Zanca          | Amanda                     |
| Luis Tasca            | Don Alberto Aldabe         |
| Tony Vilas            | "Tony"                     |
| Elvia Andreoli        | Estela Guerrero            |
| Norberto Díaz         | El Rata, alias "El Doctor" |
| Rubén Stella          | Oficial Gómez              |
| Héctor Calori         | Emilio Aldabe              |
| Gabriel Lenn          | Hugo Guerrero              |
| Norberto Vieyra       | Inspector Dagatti          |
| Alberto Benegas       | Pipo                       |
| Boris Rubaja          | Violador 1                 |
| Oscar Ferrigno (hijo) | Violador 2                 |
| Jorge Chernov         |                            |
| Felipe Méndez         | Ramón                      |
| Paulino Andrada       |                            |
| Rogelio Romano        | Asaltante micro 1          |
| Alfredo Lepore        | Asaltante micro 2          |
| Lita Fuentes          | Prostituta                 |
| Raúl Ricutti          | Portero                    |
| Regina Lamm           | Periodista                 |

| Intérprete         | Personaje         |
| ------------------ | ----------------- |
| Fabián Gianola     | Pasajero en micro |
| Juan Quetglas      |                   |
| Juan Carlos Ucello | Policía           |
| Hugo Jiménez       |                   |
| Ricardo Cores      |                   |
| María Jiménez      |                   |
| Carlos Verón       |                   |
| Justo Martínez     |                   |
| Abel San Martín    |                   |
| Osvaldo Flores     |                   |
| Sergio Jofré       |                   |
| Eduardo Pavelic    |                   |
| Silda Noriega      |                   |
| Carlos Saiegh      |                   |
| Daniel Ripari      |                   |
| Ludma Rao          |                   |
| Jorge Oradanza     |                   |
| Gianni Fiori       |                   |
| Giovanna Sportelli |                   |
| Beatriz Eket       |                   |
|                    |                   |

## Comentarios
Diego Curubeto en Ámbito Financiero escribió:

«No llega a ahondar mucho en su denuncia contra abogados poco escrupulosos…pero tampoco ofrece los elementos propios del género…lo mejor es un noticiero realizado en forma idéntica a los que diariamente transmiten nuestros programas de TV»

Marcelo FernándezEl Cronista Comercial dijo:

«Film oportunista sobre crímenes y venganzas…lo terrible es cómo un argumento blando acaricia lo ridículo gracias a diálogos inverosímiles.»

Manrupe y Portela escriben:

«Policial violento en un estilo influido por las películas de Desanzo y algunos escalones por debajo.»